# Classe County (cacciatorpediniere)
I cacciatorpediniere lanciamissili classe County sono stati una classe di 8 unità della Royal Navy, costruiti in 2 lotti e poi esportati in Pakistan, cui è stata destinata un'unità del primo lotto, e Cile, cui sono andate tutte le quattro unità del secondo lotto. Sono entrati in servizio a partire dal 1962 e sono stati radiati dopo circa 20 anni.

## Storia

### Royal Navy

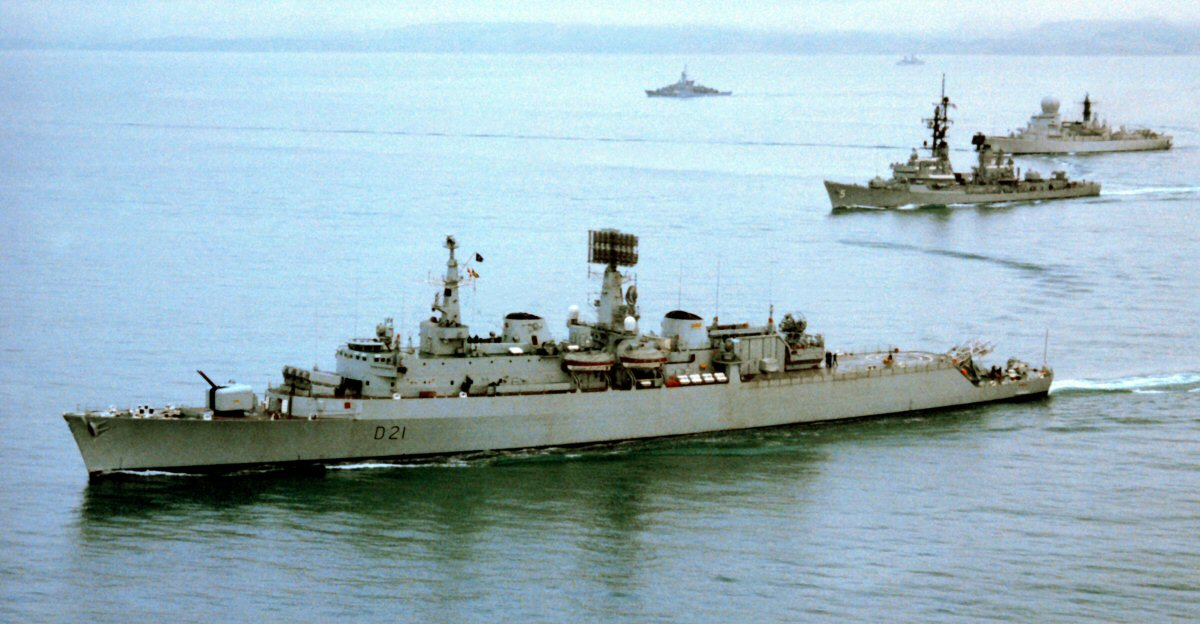
La HMS Norfolk insieme alla USS Claude V. Ricketts (DDG-5) ed alla Hr.Ms. De Ruyter

Le unità della classe parteciparono alla Guerra delle Falklands, effettuando svariate missioni di squadra e individuali e due di queste unità, l'Antrim e il Glamorgan, vennero colpite. Il primo fu colpito durante il primo giorno di sbarco (21 maggio 1982) da una bomba da 1000 libbre lanciata da un caccia Dagger che sfondò una paratia dell'hangar entrando nel deposito dei missili Sea Slug staccandone due dal supporto danneggiandoli. Nessuno dei tre ordigni però esplose.
Il secondo invece fu colpito verso la fine della campagna da un missile Exocet lanciato da terra con un lanciatore improvvisato denominato ITB (Instalación de Tiro Berreta), che colpì la nave mentre era impegnata in una missione di tiro controcosta, causando tredici morti.
Le unità di questa classe erano cacciatorpediniere solo nella denominazione ufficiale, in quanto avevano dislocamento e potenza da incrociatori.
Le prime due navi della classe, il Devonshire e l'Hampshire furono progettate tra il 1955 e il 1956. Il progetto originario prevedeva cannoni e mitragliatrici antiaeree, ma appena fu possibile, furono rimpiazzate con missili. Le navi erano dotate di moderni (per l'epoca) equipaggiamenti per la ricerca dei sommergibili. Le altre navi, Antrim, Glamorgan, Fife e Norfolk, sono equipaggiate con l'ultimo modello del missile superficie-aria Sea Slug, che poi è stato montato anche su Devonshire, Hampshire, Kent e London.
Le navi vennero costruite in due sottoclassi, denominate London e Norfolk

#### Tipo London
- HMS Devonshire (D02)
- HMS Hampshire (D06)
- HMS Kent (D12)
- HMS London (D16) venduto al  Pakistan e ribattezzato Babur 1982-96

#### Tipo Norfolk
- HMS Fife (D20) venduto al  Cile e ribattezzato Blanco Encalada 1987-2005
- HMS Glamorgan (D19) venduto al  Cile e ribattezzato Almirante Latorre 1986-98
- HMS Norfolk (D21) venduto al  Cile e ribattezzato Capitán Prat, 1982-2006
- HMS Antrim (D18) venduto al  Cile e ribattezzato Almirante Cochrane 1984-2006

### Armada de República Chilena

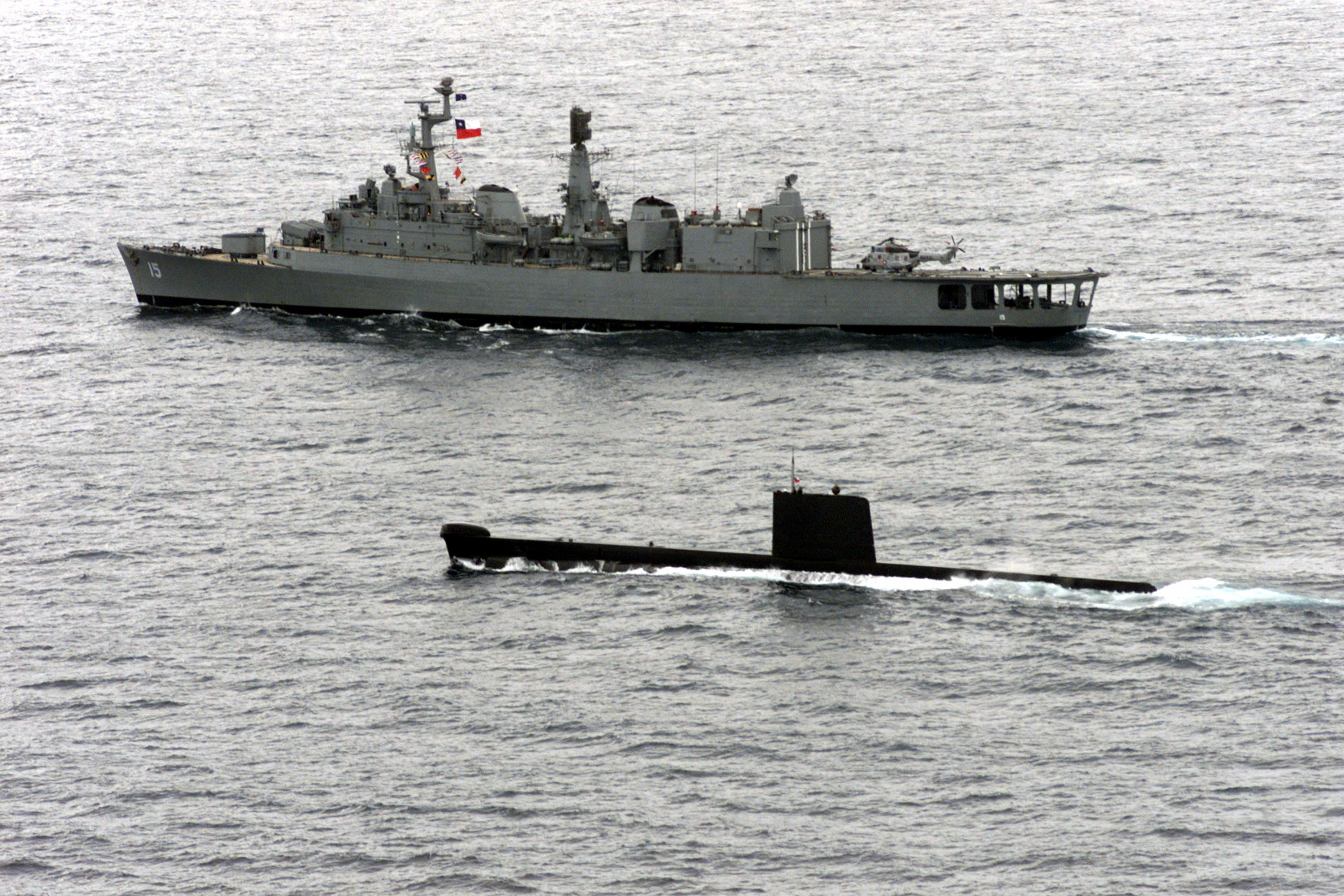
Il cacciatorpediniere Blanco Encalada (DLH 15) insieme al sommergibile O'Brien (SSK 22) durante l'esercitazione TEAMWORK SOUTH '99

Le quattro unità del tipo Norfolk furono poi vendute alla marina cilena, uno dei tradizionali clienti delle unità dismesse dalla marina britannica:
- Capitán Prat (DLH-11)
- Almirante Cochrane (DLH-12)
- Almirante Latorre (DLH-14)
- Blanco Encalada (DLH-15), diventato la nave ammiraglia

## Tecnica
Le navi della classe County, assieme a quelle della classe Tribal, sono state le prime navi a montare turbine miste a vapore e gas. Sono state sostituite dalla classe Type 42.